# 不忠之劫
《不忠之劫》（英語：Trespass）是一齣2011年美國驚悚動作犯罪電影。由奧斯卡金像獎影帝及影后尼古拉斯·基治及妮歌·潔曼主演。導演則由曾執導《歌劇魅影》、《蝙蝠俠—不敗之謎 》及《蝙蝠俠與羅賓》等影片的祖·舒密查負責。

## 故事簡介
一對夫妻和女兒居住在保全戒備森嚴的高級豪宅裡，修繕宅邸的年輕工人受到女主人的吸引。一日，數名殘暴的歹徒突襲家中綁架這一家人，不料這場意外竟揭露夫妻之間的背叛與欺瞞，不為人知的陰謀一觸即發，因而展開一場挑戰人性的生存鬥爭。

## 演員
| 演员            | 角色         | 简介 |
| 尼古拉斯·凯奇   | Kyle Miller  |      |
| 妮可·基德曼     | Sarah Miller |      |
| 凯姆·吉甘戴     | Jonah        |      |
| 丽亚娜·莱伯拉托 | Petal        |      |
| 尼可·托托雷拉   | Jake         |      |

## 外部連結
- 互联网电影数据库（IMDb）上《Trespass》的资料（英文）
- AllMovie上《Trespass》的资料（英文）
- Box Office Mojo上《Trespass》的資料（英文）
- 爛番茄上《Trespass》的資料（英文）
- Metacritic上《Trespass》的資料（英文）
- 開眼電影網上《不忠之劫》的資料（繁體中文）
- 时光网上《不忠之劫》的資料（简体中文）
- 豆瓣电影上《不忠之劫》的資料 （简体中文）